# 오키국

오키 국

오키국(일본어: 隠岐国 오키노쿠니[*])은 산인도에 위치한 일본의 옛 구니이다. 현재의 시마네현 오키 제도에 해당한다. 온슈(隠州)라고도 한다.

## 군
- 지부군(일본어판)(知夫郡)
- 아마군 (오키국)(일본어판)(海部郡 / 海士郡)
- 스키군(일본어판)(周吉郡)
- 오치군 (오키국)(일본어판)(隠地郡 / 穏地郡）